# Fernando Rodríguez (futbolista)
Fernando Rodríguez (Bell Ville Córdoba, Argentina, 1 de noviembre de 1988) es un futbolista argentino. Juega de defensor y su equipo actual es River Argentina 

## Selección nacional
Ha sido internacional con la selección uruguaya en el Sudamericano Sub-17 y en el Mundial Sub-17 celebrados en 1999.[cita requerida]

### Participaciones en Copas del Mundo Sub-17
| Mundial                | Sede          | Resultado        |
| ---------------------- | ------------- | ---------------- |
| Mundial Sub-17 de 1999 | Nueva Zelanda | Cuartos de final |

### Participaciones en Sudamericano Sub-17
| Copa                        | Sede    | Resultado    |
| --------------------------- | ------- | ------------ |
| Sudamericano Sub-17 de 1999 | Uruguay | Tercer lugar |

## Clubes
| Club              | País    | Año       |
| ----------------- | ------- | --------- |
| Defensor Sporting | Uruguay | 2002-2012 |

## Palmarés

### Campeonatos nacionales
| Título              | Club              | País    | Año     |
| ------------------- | ----------------- | ------- | ------- |
| Campeonato Uruguayo | Defensor Sporting | Uruguay | 2007-08 |
| Clausura            | Defensor Sporting | Uruguay | 2009    |
| Apertura            | Defensor Sporting | Uruguay | 2007    |
| Apertura            | Defensor Sporting | Uruguay | 2010    |